# John Maybury
John Maybury (* 25. března 1958 Londýn) je britský filmový režisér. V počátcích své kariéry se věnoval převážně krátkometrážním filmům. V roce 1998 natočil životopisný film Láska prokletá o irském malíři Francisi Baconovi. V pozdějších letech natočil několik dalších filmů a věnoval se rovněž režírování seriálů.

## Filmografie (výběr)
- Man to Man (1992)
- Genetron (1996)
- Láska prokletá (1998)
- Svěrací kazajka (2005)
- Na hraně lásky (2008)